# Onirisme
|  | Aquest article tracta sobre el terme "onirisme" en medicina i psiquiatria. Si cerqueu "onirisme" com a corrent literari, vegeu «Onirisme (literatura)». |

L'Onirisme (del grec oneiros, somni), en medicina i psiquiatria, és una activitat psíquica que es desenvolupa en condicions anàlogues al somni, que comporta al·lucinacions visuals. És pròpia d'estats de confusionisme i sol ocórrer en casos d'intoxicació alcohòlica.